# Czarnia
Czarnia es el mundo de origen de Lobo, un personaje ficticio de la DC Comics que exterminó al resto de su raza, tal como puede verse en la serie Lobo: El último czarniano (Lobo: The Last Czarnian) de Simon Bisley y Keith Giffen. Czarnia dejó de existir en el Universo DC.

## Civilización
En oposición a la personalidad de su "último hijo", los czarnianos eran una raza pacífica que vivía una época de oro y cuya civilización se había convertido en una utopía libre de crímenes que rivalizaba con Kryptón.

## Habitantes
Los czarnianos, es decir los antiguos habitantes de Czarnia, murieron cuando Lobo exterminó a todos los de su especie. En la miniserie Lobo: El último czarniano, este descubre que queda otra czarniana: su maestra de cuarto grado, Miss Tribb. Además, descubre que no puede matarla debido a un contrato con Vril Dox (aunque sí le rompe las piernas). Cuando su contrato expira al llevarla ante Dox, él le rompe el cuello. Lobo es "El último czarniano".
- Datos: Q2250794